# Томи Јанежич
Томи Јанежич (Шемпетер при Горици, 20. август 1972) словеначки је позоришни редитељ, психодрамски психотерапеут и универзитетски предавач.

## Биографија
Дипломирао је и магистрирао на Академији за позориште, радио, филм и телевизију у Љубљани.
На Академији за позориште, радио, филм и телевизију предаје од 2006. године.
Психодрамску едукацију завршио је у оквиру београдског Института за психодраму и загребачког Центра за психодраму, а уводне студије групне анализе у оквиру Инситута за групну анализу у Љубљани.
Он је предавао и учествовао на пројектима и преко десет држава Европе, САД и Русији.
Његове представе гостовале су на бројним међународним фестивалима у Европи, Русији, Сједињеним Америчким Државама и на подручју бивше Југославије.
Добитник је неколико десетина националних и међународних награда и признања.

## Одабрана театрографија
- Краљ Лир, 28.03.2005, Београд, Атеље 212[2]
- Наход Симеон, 25.05.2006, Нови Сад, Српско народно позориште[2]
- Шума блиста, 28.10.2008, Београд, Атеље 212[2]
- Галеб, 26.10.2012, Нови Сад, Српско народно позориште[2]
- Опера за три гроша, 02.10.2014, Нови Сад, Српско народно позориште[2]
- Смрт Ивана Иљича, 27.02.2015, Нови Сад, Српско народно позориште[2]
- Није то то[3]